# Qeqertarsuaq Kommune
 For alternative betydninger, se Qeqertarsuaq  (flertydig). (Se også artikler, som begynder med Qeqertarsuaq)
Qeqertarsuaq Kommune var tidligere en kommune i Nordgrønland navngivet efter øen og hovedbyen Qeqertarsuaq. Den blev 1. januar 2009 en del af Qaasuitsup Kommune. Øgruppen Imerissut udgør sammen med øen Disko den tidligere Qeqertarsuaq Kommune.

## Byer og bygder i Qeqertarsuaq Kommune
- Qeqertarsuaq (da.: Godhavn)
- Kangerluk (da.: Diskofjord)

70°N 53°V / 70°N 53°V